# Хотченко, Владимир Михайлович
Хотченко Владимир Михайлович (8 марта 1943 года, дер. Барсуки, Брянская обл., СССР — 29 декабря 2003 года, Российская Федерация) — капитан I ранга, кандидат технических наук, профессор Академии военных наук, член-корреспондент Международной академии информатизации, лауреат международного конкурса «Элита информациологов мира 2002».

## Детство
В. М. Хотченко родился 8 марта 1943 года в дер. Барсуки Суражского района Брянской области. До 17 лет находился на иждивении матери. В 1960 году окончил десять классов железнодорожной школы № 95 посёлка Мундыбаш Таштагольского района Кемеровской области. В том же году поступил ВВВМУ им С. М. Кирова.

## Военная служба
В 1966 году окончил Каспийское высшее военно-морское училище имени С. М. Кирова по специальности «химическое вооружение». С 1966 по 1993 год служил в Вооружённых Силах СССР, в учебных и научно-исследовательских учреждениях Министерства обороны СССР — был назначен на должность командира взвода — преподавателя специальных дисциплин войсковой части 99066. В июне 1968 года приказом Главкома ВМФ СССР был назначен на должность заместителя командира роты — преподавателя специальных дисциплин войсковой части 99066-А.
В феврале 1972 года переведён для дальнейшего прохождения службы в городе Вольск-18 Саратовской области на должность младшего офицера войсковой части 61469. В мае 1973 года приказом командира в/ч назначен на должность старшего офицера, а в августе — заместителя начальника отдела. С марта 1981 по май 1987 годов проходил службу в должности начальник научно-исследовательского отдела войсковой части 61469.

## Научно-исследовательская деятельность
В 1984 году защитил кандидатскую диссертацию. Владимир Михайлович за активное участие в совершенствовании производства и внедрение новейших образцов техники награждён орденом «За службу Родине в Вооружённых Силах» III степени. В последние годы жизни много внимания уделял информационному обеспечению социально-экономических и экологических проблем. С 1998 года — профессор Академии военных наук. За всю свою жизнь написал 125 научных работ и зарегистрировал в Государственный Реестр изобретений СССР 42 изобретения.

## Общественная деятельность
Владимир Михайлович всегда вёл большую общественную работу, трижды избирался в Советы народных депутатов — Шаумяновский районный Совет депутатов трудящихся города Баку, Пинска, Красногорска. В 1991 года первым в Московской области создал общественную Красногорскую Организацию союза «Чернобыль», которой руководил около 10 лет. Являлся доверенным лицом Б. В. Громова по Красногорскому району в период избирательной кампании губернатора Московской области, возглавлял общественную приёмную губернатора Московской области (г. Красногорск).

## Ликвидация последствий на ЧАЭС
В. М. Хотченко в июне-июле 1986 года принимал непосредственное участие в ликвидации последствий на аварии на Чернобыльской АЭС. Большой вклад в организацию сети постоянного контроля за содержанием радионуклидов в воздухе и радиоактивного загрязнения территории в пределах тридцатикилометровой зоны. Являлся членом оперативной правительственной комиссии. Награждён орденом Мужества.